# Alteri semper ignoscito, tibi nunquam!
Alteri semper ignoscito, tibi nunquam! (лат. изговор: алтери семпер игносцико тиби нинквам!). Другом  увијек праштај, себи никад! (Сенека)

## Поријекло изреке
Ову мисао је изрекао почетком нове ере познати римски књижевник и филозоф Сенека.

## Тумачење
Буди велики и другом праштај. Сам не чини никада ништа због чега би морао себи да прашташ.